# Cliffortia perpendicularis
Cliffortia perpendicularis är en rosväxtart som beskrevs av C.Whitehouse. Cliffortia perpendicularis ingår i släktet Cliffortia och familjen rosväxter. Inga underarter finns listade i Catalogue of Life.